# Семино (Пјаченца)
Семино је насеље у Италији у округу Пјаченца, региону Емилија-Ромања.
Према процени из 2011. у насељу је живело 185 становника. Насеље се налази на надморској висини од 201 м.